# Sarbinowo (Żnin)
Sarbinowo ist ein Dorf mit etwa 190 Einwohnern in der Woiwodschaft Kujawien-Pommern in Polen. Es gehört zu der Gemeinde Żnin im Powiat Żniński und liegt auf einer Höhe von etwa 96 Metern über dem Meeresspiegel. Das Verwaltungszentrum der Gemeinde in der Kleinstadt Żnin ist etwa 4 Kilometer in östlicher Richtung von Sarbinowo entfernt. Haupteinnahmequelle des Dorfes ist die Landwirtschaft.